# Woodworth (Luisiana)
Woodworth es un pueblo ubicado en la parroquia de Rapides en el estado estadounidense de Luisiana. En el Censo de 2010 tenía una población de 1096 habitantes y una densidad poblacional de 49,35 personas por km².

## Geografía
Woodworth se encuentra ubicado en las coordenadas 31°10′26″N 92°31′14″O / 31.17389, -92.52056. Según la Oficina del Censo de los Estados Unidos, Woodworth tiene una superficie total de 22.21 km², de la cual 22.19 km² corresponden a tierra firme y (0.06%) 0.01 km² es agua.

## Demografía
Según el censo de 2010, había 1096 personas residiendo en Woodworth. La densidad de población era de 49,35 hab./km². De los 1096 habitantes, Woodworth estaba compuesto por el 89.96% blancos, el 7.48% eran afroamericanos, el 0.73% eran amerindios, el 0.82% eran asiáticos, el 0% eran isleños del Pacífico, el 0% eran de otras razas y el 1% pertenecían a dos o más razas. Del total de la población el 1.73% eran hispanos o latinos de cualquier raza.